# 帕科查區
17°36′42″S 71°20′25″W / 17.6116°S 71.3402°W
帕科查區（西班牙語：Distrito de Pacocha），是秘魯的一個區，位於該國南部莫克瓜大區的伊洛省，始建於1970年5月26日，面積338.1平方公里，海拔高度5米，2005年人口4,986，人口密度每平方公里15人。